# Robert Scheerer (Landrat)
Robert Scheerer (* 14. Oktober 1882 in Waldmohr im Landkreis Kusel; † 1956)  war ein deutscher Verwaltungsjurist und Landrat.

## Leben
Robert Scheerer absolvierte in den Jahren von 1902 bis 1906 ein Studium der Rechtswissenschaften an der Friedrich-Alexander-Universität Erlangen-Nürnberg, der Ludwig-Maximilians-Universität München und der Humboldt-Universität zu Berlin und legte nach der ersten juristischen Staatsprüfung und dem dreijährigen Vorbereitungsdienst (Referendariat) im Jahre 1909 das Große juristische Staatsexamen ab. Danach war er bei verschiedenen pfälzischen Bezirksämtern und beim Bezirksamt Wunsiedel tätig.
1934 übernahm er als Bezirksamtsvorstand mit der Amtsbezeichnung Bezirksoberamtmann (ab 1939 Landrat) die Leitung des Bezirksamtes Kirchheimbolanden (ab 1939 Landkreis Kirchheimbolanden). Dort wurde er am 1. Juli 1938 zum Regierungsrat ernannt und blieb bis zum Jahre 1941, als er zum Reichskommissar für die Saarpfalz und zum Reichsstatthalter in der Westmark abberufen wurde. Zum 1. Oktober 1942 kam er als Oberregierungsrat zum Oberversicherungsamt Speyer. Nach dem Krieg übernahm er eine Beschäftigung beim Regierungspräsidium in Neustadt an der Weinstraße. 1948 wurde er pensioniert.